# 28 tháng 9
Ngày 28 tháng 9 là ngày thứ 271 (272 trong năm nhuận) trong lịch Gregory. Còn 94 ngày trong năm.

## Sự kiện
- 48 TCN – Pompey bị ám sát theo lệnh của Vua Ptolemy khi đến Ai Cập.
- 189 – Đổng Trác phế truất hoàng đế Lưu Biện, lập em của Lưu Biện là Lưu Hiệp lên ngôi, tức Hán Hiến Đế– hoàng đế cuối cùng của triều Đông Hán.
- 235 – Giáo hoàng Pontianô từ chức. Ông bị đày đến mỏ Sardinia, cùng với Hippôlytô thành Roma.
- 935 – Công tước Bohemia Václav I bị em trai là Boleslav ám sát, Boleslav sau đó trở thành công tước.
- 995 – Boleslaus II, Công tước xứ Bohemia, giết chết hầu hết các thành viên của triều đại đối thủ Slavník.
- 1066 – William the Conqueror dừng chân ở Anh, bắt đầu cuộc chinh phục của Norman.
- 1106 – Vua Henry I của England đánh bại anh trai của ông ta, Robert Curthose.
- 1322 – Louis IV, Hoàng đế La Mã thần thánh, đánh bại Frederick I của Áo trong trận Mühldorf.
- 1542 – Juan Rodríguez Cabrillo của Bồ Đào Nha đến vùng đất mà hiện tại là San Diego, California.
- 1644 – Hải đội Hiệp sĩ Malta tấn công và bắt giữ tàu Ottoman, nguyên cớ trực tiếp dẫn đến Chiến tranh Crete (1645–1669).[1]
- 1779 – American Revolution: Samuel Huntington được bầu làm Chủ tịch Quốc hội Lục địa, kế nhiệm John Jay.
- 1864 – Một đại hội quốc tế gồm các đại biểu cấp tiến diễn ra tại Luân Đôn, hình thành nên Hội liên hiệp công nhân quốc tế, tức Quốc tế thứ nhất.
- 1901 – Chiến tranh Philippines–Mỹ: Du kích Philippines giết hơn 40 lính Mỹ trong khi mất 28 người.
- 1912 – Hạ sĩ Frank S. Scott của Quân đội Hoa Kỳ trở thành người nhập ngũ đầu tiên chết trong một vụ tai nạn máy bay.
- 1918 – Chiến tranh thế giới thứ nhất: Trận Ypres thứ 5 bắt đầu.
- 1919 – Các cuộc bạo loạn sắc tộc nổ ra ở Omaha, Nebraska.
- 1928 – Alexander Fleming nhận thấy một loại mốc diệt vi khuẩn phát triển trong phòng thí nghiệm của ông, thứ mà về sau được gọi là penicillin.
- 1970 – Tổng thống Ai Cập Gamal Abdel Nasser qua đời vì một cơn đau tim ở Cairo.
- 1960 – Lãnh tụ Fidel Castro thành lập Ủy ban Bảo vệ Cách mạng nhằm phát hiện và đập tan mọi âm mưu chống phá cách mạng.
- 1988 – Máy bay tầm xa bốn động cơ thân rộng Ilyushin Il–96 tiến hành chuyến bay đầu tiên.
- 1986 – Đảng Dân chủ Tiến bộ Đài Loan tuyên bố thành lập tại Đài Bắc, là đảng đối lập đích thực đầu tiên tại Đài Loan.
- 1994 – Chiếc phà du lịch MS Estonia chìm ở biển Baltic, làm 852 người thiệt mạng.
- 2006 – Sân bay quốc tế Suvarnabhumi tại tỉnh Samut Prakan, Thái Lan bắt đầu chính thức hoạt động, thay thế cho Sân bay quốc tế Don Mueang.
- 2012 – Lực lượng Liên minh Somalia và Châu Phi tiến hành một cuộc tiến công phối hợp vào cảng Kismayo của Somalia để lấy lại thành phố từ phiến quân al–Shabaab.
- 2014 – Các cuộc biểu tình tại Hồng Kông bắt đầu để đáp trả những cải cách chính trị hạn chế do NPC ở Bắc Kinh áp đặt.

## Sinh
- 1831 – Nguyễn Phúc Miên Kiền, tước phong Phong Quốc công, hoàng tử con vua Minh Mạng (m. 1854)
- 1832 – Nguyễn Phúc Miên Vãn, tước phong Cẩm Giang Quận công, hoàng tử con vua Minh Mạng (m. 1895)
- 1926 – Nguyễn Cảnh Toàn, Giáo sư toán học người Việt Nam (m. 2017)
- 1927 – Lữ Mộng Lan, Trung tướng Quân lực Việt Nam Cộng hòa (m. 2021)
- 1967:
  - Mira Sorvino, diễn viên Mỹ
  - Moon Zappa, nữ ca sĩ, diễn viên Mỹ
- 1968 - Lý Hải, ca sĩ người Việt Nam
- 1970 - Lâm Hiểu Phong, nam diễn viên, ca sĩ, người dẫn chương trình người Hồng Kông.
- 1985 - Vy Oanh (Nguyễn Thị Mỹ Oanh), nữ ca sĩ, diễn viên người Việt Nam

## Mất
- 2016 – Shimon Peres, cựu Thủ tướng Israel, Tổng thống Israel, đoạt giải Nobel hòa bình năm 1994.
- 2017 - Khánh Nam, diễn viên hài người Việt Nam (s. 1964)
- 2021 – Phi Nhung, ca sĩ người Mỹ gốc Việt , qua đời vì COVID-19.
- 2022 – Nguyễn Ngọc Ký, sinh 1947, Nhà giáo